# Guido Necchi
Guido Necchi è un personaggio della serie di film Amici miei, interpretato da Duilio Del Prete e poi, dal 1982, da Renzo Montagnani.

## Biografia
Dalla presentazione fatta dal Perozzi nel primo film, diretto da Mario Monicelli, si apprende che il Necchi è un amico d'infanzia dello stesso Perozzi, così come il Mascetti e il Melandri; i quattro, insieme, avrebbero frequentato la scuola e svolto il servizio militare. Dunque, visto che sicuramente il Perozzi è nato nel 1922, come scritto sulla sua lapide, presumibilmente anche il Necchi è classe 1922.
Subito dopo la prima giovinezza, probabilmente passata fra zingarate mai raccontate nei film, si sposa con la Carmen nel 1948, secondo quanto si deduce dal terzo capitolo (nel quale, nel 1985, lei dice che sono sposati da trentasette anni) e nello stesso periodo diventa proprietario con lei del Bar-Ristorante Necchi, che sarà il luogo di ritrovo preferito degli Amici Miei. La coppia viene inizialmente presentata come senza figli, ma in seguito si scopre che in realtà ne ha avuto uno, morto precocemente quando era molto piccolo, e che la Carmen, quando vuole minacciare il marito di fare qualcosa a lui non gradito e desidera essere presa sul serio, giura le sue intenzioni sulla tomba del figlio.
Nella vita di tutti i giorni il Necchi è molto affezionato a ciò che rimane del suo nucleo familiare, ma di tanto in tanto non esita a dedicarsi a fughe dalla quotidianità di tipo pirandelliano, abbandonando la moglie ed il lavoro ed intraprendendo avventure amorose extraconiugali; secondo lui tutto ciò rappresenterebbe "le ultime cose serie della vita". Nel secondo atto della saga, ad esempio, si innamora di una giovane, che lo spettatore vede soltanto in foto, che frequenta clandestinamente agli Uffizi; essendo la ragazza golosissima di patatine fritte, il Necchi la fa innamorare di lui preparandogliele in tutti i modi ("al fiammifero, a fettine, al bombolotto").

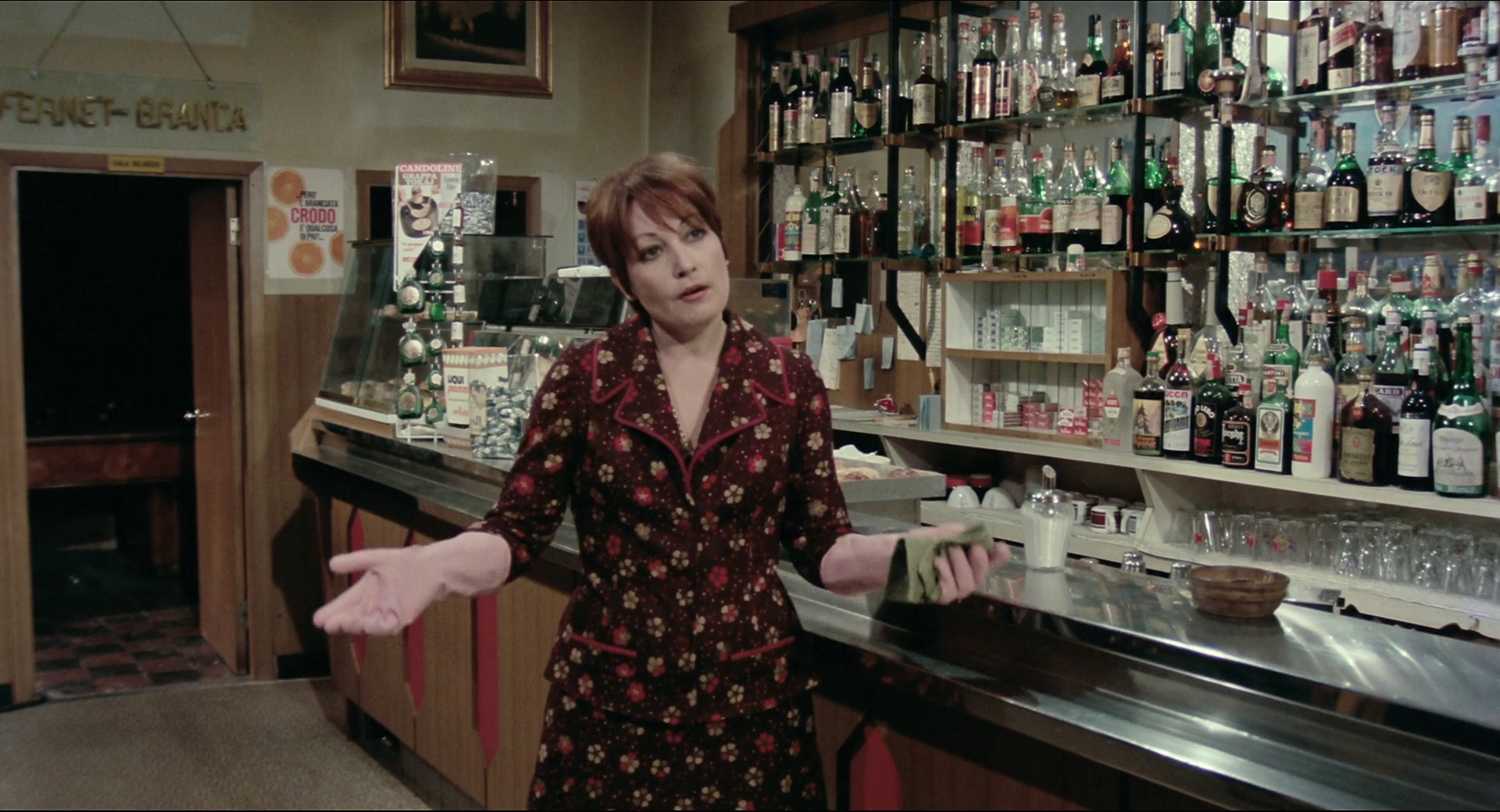
Carmen Necchi, moglie di Guido, interpretata da Franca Tamantini

È proprio questa infedeltà a spingere la Carmen ad essere a sua volta infedele al marito, cosa ben più grave dal punto di vista brutalmente misogino del Necchi. Per andare a trovare la ragazza delle patatine fritte, con l'aiuto del Mascetti, il Necchi fa arrivare un mazzo di rose alla moglie, allo scopo di fare una sceneggiata in cui si finge geloso di un presunto amante della moglie e scappare. La Carmen, naturalmente, non si accorge della beffa e ricerca il possibile spasimante; quando il Necchi decide di perdonarla, lei gli chiede chi pensa possa essere stato a corteggiarla e lui le dà un suggerimento al riguardo apparentemente privo di fondamento, indicandole un cliente del loro bar ("Te come omo, chi diresti?", "Io come omo direi quello laggiù in fondo, 'll'ha 'na gran faccia a bischero!"). L'uomo in questione è il signor Augusto Verdirame, di Brescia, che però, in seguito, diventa per davvero amante della Carmen. Il Necchi, dopo la zingarata con gli amici alla Torre di Pisa, si ritrova con la patente di Verdirame; inizialmente non capisce cosa sia accaduto e realizza il fatto (capendo anche come mai la Carmen, stranamente, non si è lamentata quando, la sera prima, le ha detto che sarebbe uscito con gli amici) solo quando, dopo aver esibito il documento ad un vigile, esso storpia volutamente il suo cognome chiamandolo "Becchi"; dopo aver percosso la moglie, intenta una beffa crudele ai danni di Verdirame, obbligandolo a bere un brodo nel quale ha urinato.
In vecchiaia, il Necchi è l'unico a mantenere quel piccolo nucleo familiare a cui è molto legato ma dal quale, allo stesso tempo, tenta sempre di fuggire; del resto, non esita minimamente a usare "crudeltà mentale", cioè quella che secondo le parole del Melandri è vera e propria violenza psicologica, nei confronti della moglie, per ricongiungersi agli amici, due dei quali ormai ricoverati nell'ospizio Villa Serena. Fa infatti credere alla moglie di essere affetta da tutte le malattie senili ("anche la prostata") e la convince a vendere il bar, luogo per lei, ma in fondo anche per lui e per tutti gli amici, assolutamente caro, che infatti si rivelerà vitale per la Carmen. Approfittando di un richiamo per i continui disordini provocati dagli "zingari" nella casa di riposo, la Carmen avrà un radicale scatto d'orgoglio, riuscendo finalmente, dopo una vita di sottomissione, a porre il marito davanti a una scelta, cioè se seguire lei o gli amici.
Il Necchi sceglie ovviamente il Melandri ed il Mascetti e tenta un'ultima carta per sottomettere di nuovo la moglie ai suoi capricci, ricordandole che sarebbe lei a separarsi da lui dopo trentacinque anni di matrimonio, ed è subito da lei stessa, ormai completamente emancipata, rimproverato (la Carmen gli ricorda che in realtà sono sposati non da trentacinque ma da trentasette anni, come già accennato). Secondo quanto lei stessa dice, poiché comunque non è in grado di separarsi per sempre dall'uomo che comunque ama, nonostante l'abbia sempre trattata con violenza menefreghista, lo verrà a trovare all'ospizio il giovedì, "come si fa coi vecchi", e negli altri giorni gestirà da sola un nuovo locale ("basta rimboccarsi un po' le maniche").